# رقاقس إبطي
رقاقس إبطي (الاسم العلمي: Androsace axillaris) هو نوع من النباتات يتبع جنس الرقاقس من فصيلة الربيعية.